# 囊距紫堇
囊距紫堇（学名：Corydalis benecincta）为罂粟科紫堇属下的一个种。

## 扩展阅读
- 維基物種上的相關：囊距紫堇